# Wanted Man (película)
Wanted Man es una película de acción estadounidense de 2024 protagonizada y dirigida por Dolph Lundgren, quien también escribió el guion con Michael Worth.
La película fue estrenada por Quiver Distribution en cines selectos y en video bajo demanda en los Estados Unidos el 17 de enero de 2024.

## Reparto
- Dolph Lundgren como Johansen
- Christina Villa como Rosa
- Kelsey Grammer como Brynner
- Michael Paré como Tinelli
- Roger Cross como Hernandez
- Aaron McPherson como Hilts

## Producción

### Rodaje
El rodaje comenzó en Las Cruces, Nuevo México en mayo de 2022.

## Estreno
En noviembre de 2023, Quiver Distribution adquirió los derechos de distribución de la película en América del Norte y programó su estreno simultáneo en cines selectos y en video bajo demanda el 17 de enero de 2024.